# 39. Międzynarodowy Festiwal Filmowy w Berlinie
39. Międzynarodowy Festiwal Filmowy w Berlinie odbył się w dniach 10–21 lutego 1989 roku. W konkursie głównym zaprezentowano 22 filmy pochodzące z 16 różnych krajów.
Jury pod przewodnictwem szwajcarskiego kompozytora Rolfa Liebermanna przyznało nagrodę główną festiwalu, Złotego Niedźwiedzia, amerykańskiemu filmowi Rain Man w reżyserii Barry’ego Levinsona. Drugą nagrodę w konkursie głównym, Srebrnego Niedźwiedzia – Nagrodę Specjalną Jury, przyznano chińskiemu filmowi Wieczorny dzwon w reżyserii Wu Ziniu.
Honorowego Złotego Niedźwiedzia za całokształt twórczości odebrał amerykański aktor Dustin Hoffman. W ramach festiwalu odbyła się retrospektywa poświęcona filmom wyprodukowanym przez Ericha Pommera, współtwórcę niemieckiego ekspresjonizmu.

## Członkowie jury

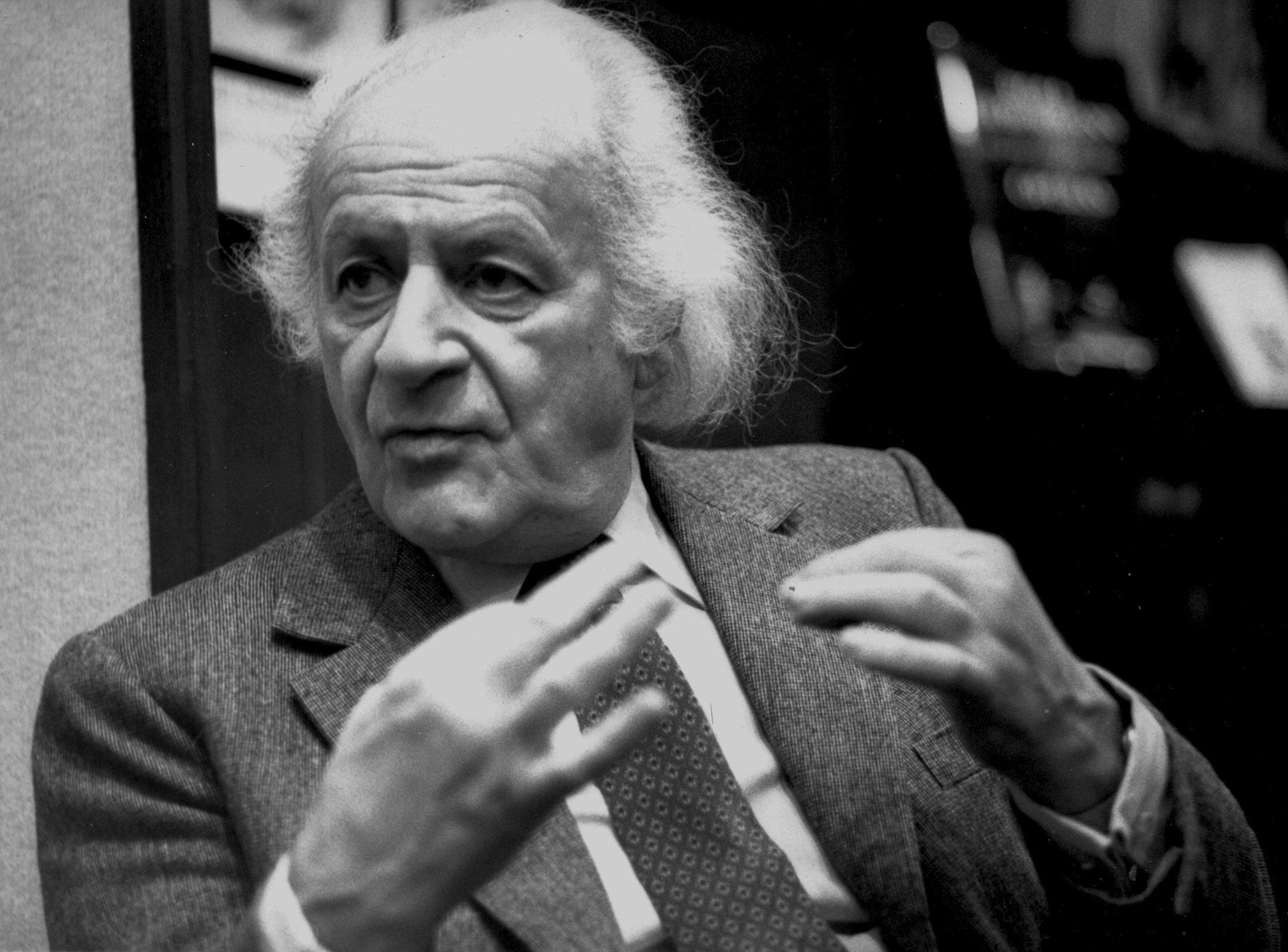
Przewodniczący jury konkursu głównego Rolf Liebermann.

### Konkurs główny
- Rolf Liebermann, szwajcarski kompozytor i były dyrektor Opery Paryskiej – przewodniczący jury[3]
- Leslie Caron, francuska aktorka
- Vadim Glowna, niemiecki aktor
- Randa Haines, amerykańska reżyserka
- Vladimir Ignatovski, bułgarski historyk kina
- Chen Kaige, chiński reżyser
- Adrian Kutter, założyciel FF w Biberach an der Riß
- Francisco Rabal, hiszpański aktor
- Cliff Robertson, amerykański aktor
- Zdeněk Svěrák, czechosłowacki aktor i scenarzysta
- Borys Wasiliew, radziecki pisarz i scenarzysta

## Selekcja oficjalna

### Konkurs główny
Następujące filmy zostały wyselekcjonowane do udziału w konkursie głównym o Złotego Niedźwiedzia i Srebrne Niedźwiedzie:
| Tytuł polski                    | Tytuł oryginalny                                  | Reżyseria         | Kraj produkcji    |
| ------------------------------- | ------------------------------------------------- | ----------------- | ----------------- |
| Iwan i Aleksandra               | 1952: Иван и Александра 1952: Ivan i Aleksandra   | Ivan Nitchev      | Bułgaria          |
| Oskarżeni                       | The Accused                                       | Jonathan Kaplan   | Stany Zjednoczone |
| Banda czworga                   | La bande des quatre                               | Jacques Rivette   | Francja           |
| Bankomatt                       | Bankomatt                                         | Villi Hermann     | Szwajcaria        |
| Camille Claudel                 | Camille Claudel                                   | Bruno Nuytten     | Francja           |
| Ból i nadzieja                  | ダウンタウン・ヒーローズ Dauntaun hirozu          | Yōji Yamada       | Japonia           |
| Markiz Esquilache               | Esquilache                                        | Josefina Molina   | Hiszpania         |
| Hans Fallada – Ostatni rozdział | Fallada – letztes Kapitel                         | Roland Gräf       | NRD               |
| Napastnik z numerem 9           | Η φανέλα με το 9 I fanela me to 9                 | Pantelis Wulgaris | Grecja            |
| Amerykańskie historie           | Histoires d’Amérique: Food, Family and Philosophy | Chantal Akerman   | Belgia            |
| Ja kocham, ty kochasz           | Ja milujem, ty miluješ                            | Dušan Hanák       | Czechosłowacja    |
| Mongolska Joanna d'Arc          | Johanna D’Arc of Mongolia                         | Ulrike Ottinger   | RFN               |
| Lato Aviyi                      | הקיץ של אביה Ha-Kayitz Shel Aviya                 | Eli Cohen         | Izrael            |
| Zanim nietoperz skończy lot     | Mielött befejezi röptét a denevér                 | Péter Tímár       | Węgry             |
| Missisipi w ogniu               | Mississippi Burning                               | Alan Parker       | Stany Zjednoczone |
| Ciemna noc                      | La noche oscura                                   | Carlos Saura      | Hiszpania         |
| Wzgórze Pestalozziego           | Pestalozzis Berg                                  | Peter von Gunten  | Szwajcaria        |
| Rain Man                        | Rain Man                                          | Barry Levinson    | Stany Zjednoczone |
| Zmartwychwstały                 | Resurrected                                       | Paul Greengrass   | Wielka Brytania   |
| Sługa                           | Слуга Sługa                                       | Wadim Abdraszytow | ZSRR              |
| Rozmowy radiowe                 | Talk Radio                                        | Oliver Stone      | Stany Zjednoczone |
| Wieczorny dzwon                 | 晚钟 Wan zhong                                    | Wu Ziniu          | Chiny             |

### Pokazy pozakonkursowe
Następujące filmy zostały wyświetlone na festiwalu w ramach pokazów pozakonkursowych:
| Tytuł polski                 | Tytuł oryginalny                     | Reżyseria          | Kraj produkcji    |
| ---------------------------- | ------------------------------------ | ------------------ | ----------------- |
| Pożegnanie z fałszywym rajem | Abschied vom falschen Paradies       | Tevfik Baser       | RFN               |
| Inna kobieta                 | Another Woman                        | Woody Allen        | Stany Zjednoczone |
| Włamanie                     | Der Bruch                            | Frank Beyer        | NRD               |
| Niebezpieczne związki        | Dangerous Liaisons                   | Stephen Frears     | Wielka Brytania   |
| Schweinegeld                 | Schweinegeld                         | Norbert Kückelmann | RFN               |
| Wojenne requiem              | War Requiem                          | Derek Jarman       | Wielka Brytania   |
| Władza sołowiecka            | Власть Соловецкая Włast Sołowieckaja | Marina Gołdowskaja | ZSRR              |

## Laureaci nagród

### Konkurs główny
Złoty Niedźwiedź
- Rain Man, reż. Barry Levinson

Srebrny Niedźwiedź – Nagroda Specjalna Jury
- Wieczorny dzwon, reż. Wu Ziniu

Srebrny Niedźwiedź dla najlepszego reżysera
- Dušan Hanák – Ja kocham, ty kochasz

Srebrny Niedźwiedź dla najlepszej aktorki
- Isabelle Adjani – Camille Claudel

Srebrny Niedźwiedź dla najlepszego aktora
- Gene Hackman – Missisipi w ogniu

Srebrny Niedźwiedź za wybitne osiągnięcie artystyczne
- Eric Bogosian za scenariusz i główną rolę w filmie Rozmowy radiowe

Srebrny Niedźwiedź za wybitny wkład artystyczny
- Gila Almagor i Kaipu Cohen za rolę w filmie Lato Aviyi

Nagroda im. Alfreda Bauera za innowacyjność
- Wadim Abdraszytow – Sługa

Wyróżnienie honorowe
- Banda czworga, reż. Jacques Rivette

### Konkurs filmów krótkometrażowych
Złoty Niedźwiedź dla najlepszego filmu krótkometrażowego
- Pas à deux, reż. Monique Renault i Gerrit van Dijk

### Pozostałe nagrody
Nagroda FIPRESCI
- Banda czworga, reż. Jacques Rivette

Honorowy Złoty Niedźwiedź za całokształt twórczości
- Dustin Hoffman